# Neue Zürcher Zeitung
Neue Zürcher Zeitung (NZZ) är en schweizisk dagstidning. Tidningen är landets femte största och har givits ut sedan 12 januari 1780 då Salomon Gessner grundade den som Zürcher Zeitung. Sedan 1821 har tidningen använt sig av det nuvarande namnet. Tidningen blev ett aktiebolag år 1868.

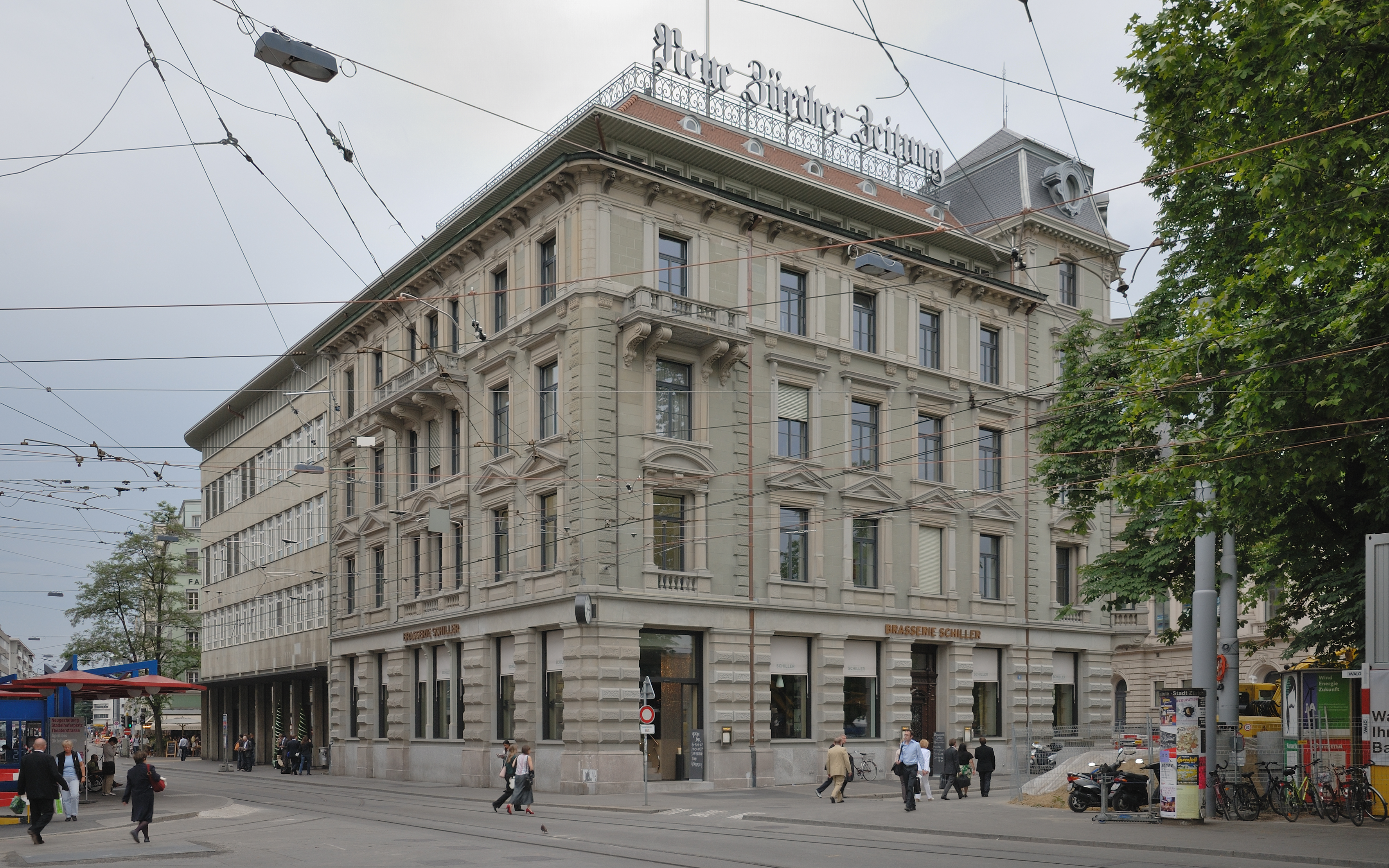
Huvudredaktionsbyggnaden i Zürich

NZZ är vid sidan av tidningar som Wiener Zeitung från 1703 och Hildesheimer Allgemeine Zeitung från 1705 en av de äldsta tyskspråkiga tidningar som fortfarande ges ut.
Tidningen har en daglig upplaga på cirka 160 000 exemplar. Den internationella utgåvan läses i många länder. Den räknas som en utpräglad kvalitetstidning, och många mediakritiker beskriver den som en av de bästa tyskspråkiga tidningarna. Särskilt känd är den för sin internationella näringslivstäckning, som hänger ihop med ett gott utbyggt korrespondentnät över hela världen.
Politiskt sett räknas tidningen som liberal-borgerlig och har kopplingar till det politiska partiet FDP. Liberalerna. Tidningens konservativa stil har under senare tid givit den öknamnet ”Gamla tanten” (Alte Tante) i vissa kretsar.
Till 1869 utkom tidningen dagligen, därefter utkom den till 1894 två gånger dagligen, och fram till 1969 tre gånger dagligen. Detta blev sen reducerat till två gånger dagligen, och från 1974 igen till en gång dagligen.
Chefredaktör är Markus Spillmann, och tidningens styrelseordförande är professor Conrad Meyer.